# Guillaume Lieb
Guillaume „Willy“ Lieb (* 13. Februar 1904 in Bischweiler; † 13. Mai 1978) war ein französischer Fußballspieler.

## Vereinskarriere
Der im damaligen Reichsland Elsaß-Lothringen geborene Guillaume Lieb trat als Jugendlicher dem FC Bischwiller, dem Klub seiner Heimatgemeinde, bei. Bereits 1920 kam er als gerade erst 16-Jähriger bei einem Pfingstturnier in Montpellier in dessen Männermannschaft zum Einsatz. In den folgenden Jahren entwickelte der FC sich zu einem der stärksten Fußballteams in der nach Kriegsende wieder französischen Region. Die Spielzeit 1924/25 schloss er als Tabellenerster der dortigen Division d’Honneur ab, und dadurch gewann Lieb seinen ersten Titel als Elsassmeister. In dieser Meistermannschaft standen ausschließlich Spieler, die aus den Jugendteams des Vereins hervorgegangen waren; der FCB erhielt dafür von der Zeitschrift L’Auto eine Auszeichnung als „verdienstvollster aller Regionalmeister der Saison“. „Willy“, wie Lieb bis ins 21. Jahrhundert westlich des Rheins meist genannt wird, brachte es kurz nach Erreichen der Volljährigkeit in dieser Saison auch zum Nationalspieler (siehe weiter unten). In einer Zeit, in der es in Frankreich noch keine landesweite Liga gab, bezeichnete die Presse den Gewinner des Landespokalwettbewerbs häufig als Französischen Meister, und der FC Bischwiller erreichte darin von 1922 bis 1926 in jeder Saison die Hauptrunde. Dort schied die Mannschaft allerdings meist im Zweiunddreißigstelfinale aus; lediglich in der Spielzeit 1923/24 brachte sie es, nach einem 3:2-Sieg beim traditionsreichen Club Français Paris, bis ins Sechzehntelfinale, in dem sie sich Racing Roubaix erst in einem Wiederholungsspiel geschlagen gab.
Guillaume Lieb ging 1926 nach Lyon, weil ihn sein Nationalmannschaftskamerad und „Freund François Hugues dazu überredet“ haben soll. Ob er dort beim seinerzeit stärksten Klub der Stadt, dem FCL, oder für einen anderen – in den Quellen werden auch LOU und die Sports Athlétiques Lyon genannt –, spielte, ist bisher nicht eindeutig festzustellen. Nach nur einem Jahr zog es den „bissigen Außenläufer“, der meist über die rechte Seite kam, defensive wie offensive Qualitäten besaß und ein „Inbegriff an Eleganz“ war, ins Elsass zurück, allerdings nicht mehr ins Unter-, sondern nach Mulhouse ins Oberelsass. Liebs erstes Spiel für den FC Mulhouse war ein Freundschaftsmatch bei Le Havre AC Mitte April 1927.
Die Elf aus dem Stade Bourtzwiller entwickelte sich in den folgenden Jahren zu einem der stärksten französischen Teams der Epoche; Ende der 1920er Jahre standen bis zu sieben Internationale in ihren Reihen – Pierre Hornus, Pierre Korb, Marcel Kauffmann, Maurice Banide, Torhüter Émile Friess, der Schweizer Oskar Hürzeler und eben Willy Lieb. Fünf Mal in Folge – von 1927/28 bis 1931/32 – gewann Mulhouse die Elsassmeisterschaft, und auch im Landespokal vertrat die Mannschaft die Region erfolgreich. Zwar schied sie Anfang der 1930er drei Mal nacheinander schon in der zweiten Hauptrunde, dem Sechzehntelfinale, aus (1931, 1932 und 1933), aber 1929 und 1930 brachte sie es bis ins Achtelfinale; und besonders 1928 erregte sie landesweites Aufsehen, als die Spieler um Willy Lieb es als einzige „Provinzelf“ – im zentralistischen Frankreich galten alle Gebiete außerhalb der Hauptstadtregion um Paris als Provinz im abwertenden Sinn – bis in das Halbfinale schafften, wo sie an CA Paris scheiterten. Sein größter Erfolg im Vereinsfußball gelang ihm allerdings in der Spielzeit 1931/32; in diesem letzten Jahr vor der Einführung einer landesweiten professionellen Liga nahm der FCM an der zweiten Ausspielung des Wettbewerbs um die Coupe Sochaux (nach dem Sponsor des Siegespokals auch als Coupe Peugeot bezeichnet) teil, deren große Akzeptanz beim fußballinteressierten Publikum den letzten Anstoß für die Schaffung der Division 1 gab. Und darin setzte sich der FC Mulhouse im Endspiel gegen Stade Français Paris mit 4:2 durch. Der Klub ging auch den Weg in den Profifußball mit; Lieb kam in der folgenden Saison noch zum Einsatz, allerdings wurde seine Mannschaft an deren Ende lediglich Tabellen-Zehnter der Gruppe A und musste als Schlusslicht absteigen.
Guillaume Lieb beendete anschließend seine Karriere und ließ sich dauerhaft in Mulhouse nieder. Dort arbeitete er bis 1974 als Geschäftsführer eines Restaurants, das seinen Namen trug. Vier Jahre nachdem er in den Ruhestand gegangen war, starb er.

### Stationen
- FC Bischwiller: mindestens 1920–1926
- (vermutlich FC) Lyon: 1926/27
- FC Mulhouse: 1927–1933, 1932/33 in D1

## In der Nationalmannschaft
„Willy“ Lieb hat zwischen April 1925 und April 1929 insgesamt 15 A-Länderspiele für Frankreich bestritten und darin auch zwei Treffer erzielt. Anders als in seinen Vereinen wurde er vom Verbands-Auswahlkomitee in sämtlichen Begegnungen als Halbstürmer aufgestellt, dreizehn Mal davon auf Halbrechts und zweimal auf Halblinks. Außerdem brachte er es auf 20 Einsätze in der Elsass-Auswahl, sechs Spiele in der Militär- und drei in der B-Nationalmannschaft. Für die französische A-Elf debütierte er, nachdem diese kurz zuvor ihr „Desaster in Turin“ (0:7 gegen Italien) erlebt hatte, gemeinsam mit drei weiteren Neulingen gegen die Österreicher und „bewahrte Frankreich bei diesem 0:4 vor Schlimmerem“; von diesen vier Debütanten war er der einzige, der auch danach regelmäßig im blauen Dress berücksichtigt wurde.
Gegen Österreich hat Lieb im Mai 1926 ein weiteres Match bestritten, und er kam auch in zwei Begegnungen gegen die Schweiz (April 1926 und März 1928) zum Einsatz. Im zweiten Spiel gegen die Eidgenossen gab er mit seinem Treffer zum 1:4 das Signal für eine Aufholjagd der Bleus, die aber unvollendet blieb – der Endstand lautete 4:3 für die Schweiz. Lieb stand auch bei drei aufeinander folgenden, besonders hohen Niederlagen im Mai beziehungsweise Juni 1927 auf dem Rasen: dem 1:4 gegen Spanien, dem 0:6 gegen England – diese jeweils im heimischen Stade Olympique Yves-du-Manoir von Colombes – und dem 1:13 in Budapest gegen Ungarn. Gegen die Magyaren war er allerdings auch bei der Revanche Anfang 1929 dabei, in der er per Handelfmeter das Tor zum 3:0-Endstand erzielte. Guillaume Liebs letzter Auftritt im blauen Dress endete dann allerdings wiederum mit einem verheerenden Ergebnis für seine Mannschaft (1:8 gegen Spanien in Saragossa).

## Palmarès
- Elsässischer Meister 1925, 1928, 1929, 1930, 1931, 1932
- Gewinner der Coupe Sochaux 1932
- Pokal-Halbfinalist 1928
- 15 A-Länderspiele, 2 Treffer